# City Fighter
City Fighter è un videogioco pubblicato nel 1984 per Commodore 64 dalla Mastertronic, direttamente in edizione economica. Simile nell'aspetto al più noto Saucer Attack!, rappresenta la difesa della città di Londra da un attacco alieno, utilizzando un cannone antiaereo con visuale in prima persona.

## Modalità di gioco
Il giocatore controlla, attraverso un mirino, un doppio cannone con munizioni illimitate. Lo sfondo può scorrere orizzontalmente in entrambi i sensi, entro certi limiti, seguendo i movimenti laterali del giocatore, ed è costituito dal cielo sopra il profilo della città. Sono riconoscibili gli edifici più celebri come il Palazzo di Westminster, il Tower Bridge e la Cattedrale di San Paolo.
La città è protetta da una cupola difensiva invisibile, ma gli attacchi nemici riescono in parte a passare, distruggendo gradualmente il paesaggio, e bisogna evitare che arrivino a distruggere i generatori nucleari che danno energia a tutte le difese.
I nemici sono flotte di UFO sempre più agguerriti, inizialmente tutti uguali, ma a ogni ondata sconfitta si aggiunge un nuovo tipo di navicella. Se colpiti centralmente dal giocatore, gli UFO si distruggono in aria, mentre se colpiti di striscio precipitano in fiamme, ma non si ricevono punti per il loro abbattimento.
Gli UFO attaccano la postazione del giocatore con dei missili, visibili come sfere in avvicinamento, che possono essere evitati spostandosi lateralmente fino a farli uscire dalla visuale. Basta essere colpiti da un solo missile per porre fine alla partita.